# Timandra effusaria
Timandra effusaria är en fjärilsart som beskrevs av Louis Beethoven Prout 1936. Timandra effusaria ingår i släktet Timandra och familjen mätare. Inga underarter finns listade i Catalogue of Life.